# Ширванзаде, Александр Минасович
Александр Минасович Ширванзаде (арм. Ալեքսանդր Մինասի Շիրվանզադե, настоящая фамилия Мовсисян (арм. Մովսիսյան), 18 апреля 1858, Шемахы, Шемахинская губерния — 7 августа 1935, Кисловодск) — армянский советский писатель и драматург. Народный писатель Азербайджанской ССР (1930) и Армянской ССР (1930).

## Биография
Ширванзаде — это литературное имя писателя. Его настоящее имя Александр Мовсисян. Он родился 7 апреля 1858 года в городе Шемахы. Его отец, Минас, был портным. До того, как Баку стал мощным промышленным городом, родина Ширванзаде была столицей провинции. Но добыча нефти резко изменила жизни. Люди эмигрировали в Баку, в результате чего Шемахы опустел.
Будущий писатель получил образование в одном из училищ своей родины, потом посещал армянскую епархию, после чего и русскую двухклассную школу. После провала бизнеса отца молодой Александр был вынужден заботиться о семье, поэтому в 1875 году он уехал в Баку, чтобы занять должность клерка в офисе государственной администрации. Там он жил с семьей своей тети, в среде интеллигенции.  Они имели богатую библиотеку и получали прессу того времени. Известный актер Ованес Абелян вырос в этой же семье. Братья Абеляна тоже стали известными: один общественный деятель, другой драматург. 1878 году Ширванзаде начал работать бухгалтером в нефтяной конторе. В это время, его любовь к литературе становится ещё сильнее, и он кроме армянской литературы начал читать русскую литературу. Эта любовь приводит его к новой должности: в 1881 году он стал заведующим читального зала недавно созданной библиотеки.
В 17 лет отправился на заработки в Баку, работал письмоводителем, счетоводом. С начала 80-х гг. выступал как публицист с очерками и статьями об эксплуатации рабочих на бакинских нефтяных промыслах, что нашло отражение и в первых художественных произведениях (рассказы «Пожар на нефтяных промыслах» и «Дневник приказчика»). Проживал в Баку до 1883 года. В том же году переехал в Тифлис — в центр армянской культурной жизни.
Параллельно с чтением, Ширванзаде делает первые литературные попытки. Перед ним открывается путь для его публикаций в армянских газетах: «Mшaк», «Мегу Аястани». Он пытается написать роман о нефтяном городе, но уничтожает его, оставив только одну часть — «Пожар в нефтяном заводе», который является первой опубликованной работой будущего писателя («Мшак», 1883 г.).
В 1886—1891 он работал в еженедельнике «Ардзаганк». Здесь его имя прославилась в различных статьях. Здесь были опубликованы его романы «Намус», «Арамби», а в журнале «Мурч» — роман «Арсен Димаксян». Приобрёл известность опубликованным в 1898 году романом «Хаос», описывающим жизнь большого города.
Во время резни армян в Турции 1894—1896 гг., Ширванзаде, будучи членом гнчакской партии, выступал с публикациями в прессе в защиту армян и, с целью сбора средств для пострадавших, отправился в Россию, однако был арестован царскими властями и брошен в Метехскую тюрьму. В 1898 г. был выслан на два года в Одессу, где продолжил литературную деятельность. 
В 1905 году уехал в Париж, где жил до 1910 года. В 1919 году вновь уехал за границу на лечение. 
Приветствовал Октябрьскую социалистическую революцию 1917 года, а в 1926 году вернулся в Советскую Армению, где и прожил до конца своих дней. 
Восхищался достижениями Советской Армении, выступил одним из создателей армянской советской литературы. Участник Первого съезда советских писателей (1934), где выступил с докладом.
С начала творческой деятельности Ширванзаде обращается к жизни различных слоёв общества — торговцев, ремесленников, дельцов, буржуазной интеллигенции, артистов. Изображая мир патриархальной провинции (роман «Намус» («Честь»), 1885; повесть «Злой дух», 1894, отд. изд. 1897), писатель показывает проникновение в эту среду буржуазных нравов, психологически правдиво раскрывает драматические судьбы отдельных людей. В романе «Хаос» (1898), наиболее значительном произведении, Ширванзаде описывает жизнь промышленного города — хаос капиталистического мира. Борьба общественных классов и сословий, эксплуатация рабочих, разложение буржуазной семьи, в которой над всеми чувствами господствует жажда денег, — таковы основные социальные проблемы, на которых строится сюжет. Жертвами торгашеских, бесчеловечных отношений становятся влюблённый в искусство талантливый музыкант (повесть «Артист», 1903), чистая и непосредственная девушка, дочь одного из «героев наживы» (драма «Из-за чести», 1905).
Проза и драматургия Ширванзаде внесли новаторские черты в армянскую литературу. Углублённый психологизм, патетическая страстность интонации, меткость сатирического обличения носителей социальных пороков обусловили долгую жизнь его произведений. В Советской Армении Ширванзаде опубликовал много статей, рассказов и очерков, а также политическую комедию «Кум Моргана» (1926), едко высмеивающую надежды «бывших людей» на возвращение в России старых порядков. Автор сценария о нефтепромыслах «Последний фонтан» (1934), мемуаров «В горниле жизни». Его произведения переведены на многие языки мира.
В 1925 году кинорежиссёром Амо Бек-Назаровым по роману А. Ширванзаде «Намус» («Честь») был снят игровой фильм «Намус».
Похоронен в Пантеоне парка имени Комитаса. 
Имя носил Капанский государственный драматический театр.